# Rotterdamse derby
De Rotterdamse derby is de naam die gegeven wordt aan voetbalwedstrijden tussen twee van de vier (voormalig) betaaldvoetbalclubs Feyenoord, Sparta Rotterdam, Excelsior Rotterdam en Xerxes, alle vier de clubs zijn afkomstig uit Rotterdam. Rotterdamse derby's vinden niet ieder seizoen plaats. Dit omdat de teams regelmatig niet in dezelfde competitie spelen.

## Achtergrond

### Achtergrond
Sparta, opgericht in 1888, is de oudste professionele voetbalclub in Nederland. De club is gevestigd in Spangen, een wijk in het stadsdeel Delfshaven in het westen van Rotterdam. Slechts elf amateurvoetbalclubs in Nederland zijn ouder dan Sparta. Aan het begin van de 20e eeuw werd Sparta meerdere malen landskampioen, het laatste landskampioenschap behaalde Sparta in 1959. Sinds 1916 is Het Kasteel de thuisbasis van de club uit Spangen. Sinds de jaren 2000 speelt Sparta af en aan in de Eredivisie.
Excelsior werd in 1902 opgericht. Excelsior werd opgericht als een van de eerste Nederlandse arbeidersklasseclubs in de wijk Kralingen in het oosten van Rotterdam en speelde vaker in de Eerste divisie dan op het hoogste niveau. Ook in de Eerste divisie vonden soms Rotterdamse derby's plaats, voornamelijk tegen Sparta. 
Xerxes, opgericht in 1904, speelde een marginale rol in het betaald voetbal. Tot eind jaren 60 speelde ze haar wedstrijden in alle drie de competities. Xerxes speelde haar wedstrijden in het Noordelijke deel van de stad. Het sportpark bevond zich tegen vliegveld Zestienhoven aan. Na de verhuizing in 1963 werden er verschillende sportparken door de stad aangedaan. Tegenwoordig is Xerxes een amateurvoetbalvereniging.
Feyenoord, opgericht in 1908, is de succesvolste club uit Rotterdam. De club werd 16 keer landskampioen en behaalde van de Rotterdamse clubs ook de meeste Europese successen. De oorsprong van Feyenoord ligt in het stadsdeel Feijenoord in het zuiden van Rotterdam. Samen met Ajax en PSV, maakt Feyenoord deel uit van de traditionele top drie clubs in Nederland.  
In de seizoenen 2016/17, 2017/18, 2022/23, 2023/24 en 2025/26 kwamen alle drie de clubs uit in de Eredivisie, waardoor deze seizoenen zes Rotterdamse derby's telden.

### Erelijst
In totaal werden 23 landskampioenschappen gewonnen door clubs uit Rotterdam. Feyenoord verzamelde 16 kampioenstitels, terwijl Sparta zes keer de competitie won. Daarnaast won de voormalige Rotterdamse amateurclub VV Concordia het landskampioenschap één keer door het eerste seizoen van de hoogste voetbalcompetitie in Nederland in 1889 op haar naam te schrijven. Waar Feyenoord en Sparta succesvol waren op het hoogste niveau, won Excelsior alleen trofeeën in de Eerste divisie.
| Erelijsten           | Erelijsten | Erelijsten | Erelijsten |
| Competitie           | Feyenoord  | Sparta     | Excelsior  |
| -------------------- | ---------- | ---------- | ---------- |
| Landskampioenschap   | 16         | 6          | 0          |
| KNVB Beker           | 12         | 3          | 0          |
| Johan Cruijff Schaal | 4          | 0          | 0          |
| Eerste divisie       | 0          | 1          | 3          |
| Zilveren Bal         | 9          | 8          | 3          |
| Totaal               | 41         | 18         | 6          |

## Uitslagen

### Feyenoord – Sparta
De belangrijkste rivaliteit in Rotterdam bestaat tussen Feyenoord en Sparta Rotterdam. De derby tussen beide clubs wordt nog steeds gezien als een wedstrijd met veel traditie, maar de rivaliteit is niet zo meedogenloos als het vroeger was. De rivaliteit tussen beide clubs is vooral gebaseerd op het historische klasseverschil. Toen Sparta Rotterdam werd opgericht in 1888, was voetbal in Nederland alleen een hogereklassesport. Feyenoord aan de andere kant werd twintig jaar later opgericht, in het midden van het lagereklassedistrict Feijenoord. Het verschil in cultuur en achtergrond zorgde voor veel wrijving tussen de twee partijen.
De eerste derbymatch tussen Feyenoord en Sparta was een vriendschappelijke wedstrijd op 22 mei 1921. Sinds de oprichting van Feyenoord in 1908 werkte de club zich zijn weg omhoog in het Nederlandse voetbalsysteem. In 1921 promoveerde Feyenoord voor het eerst in haar bestaan naar de hoogste voetbalcompetitie in Nederland, terwijl Sparta degradeerde naar de lagere divisie. Een officiële competitiewedstrijd was niet mogelijk, dus een vriendschappelijke wedstrijd moest worden gespeeld om te beslissen wie echt de beste club was van Rotterdam. Feyenoord won de wedstrijd in het Spartastadion met 2-4. Namens Feyenoord namen Kees Pijl en Adriaan Koonings de doelpunten voor hun rekening. De Spartaanse doelpunten zijn gemaakt door Jan Vos en Henk Roomberg. In het seizoen 1922-1923 werd de eerste officiële Rotterdamse derby tussen Feyenoord en Sparta gespeeld. Sparta nam revanche voor het eerdere verlies en versloeg Feyenoord twee keer met 1-0.
Na Spartas degradatie uit de Eredivisie na het seizoen 2009-10 was een Rotterdamse derby tussen beide clubs in de competitie niet mogelijk; vanaf seizoen 2016-2017 echter weer wel. De enige ontmoetingen tussen de twee clubs in de tussenliggende periode waren op 5 januari 2011, toen Feyenoord op het Kasteel de strijd om de Zilveren Bal met 2-4 won, en op 24 maart 2016, toen Feyenoord de benefietwedstrijd voor de Hartstichting in De Kuip met 2-0 won.
| Feyenoord – Sparta Rotterdam | Feyenoord – Sparta Rotterdam | Feyenoord – Sparta Rotterdam | Feyenoord – Sparta Rotterdam | Feyenoord – Sparta Rotterdam |
| Competitie                   | Feyenoord                    | Gelijkspel                   | Sparta                       | Totaal                       |
| ---------------------------- | ---------------------------- | ---------------------------- | ---------------------------- | ---------------------------- |
| Eredivisie                   | 69                           | 27                           | 17                           | 113                          |
| KNVB Beker                   | 1                            | 2                            | 1                            | 4                            |
| Totaal                       | 70                           | 29                           | 18                           | 117                          |

### Excelsior – Sparta
Die derby heeft betrekking op de twee Rotterdamse clubs die achter Feyenoord staan wat betreft prijzen en recente successen. Excelsior is gelegen in Kralingen (vroeger een eigen gemeente), in het oostelijk deel van de stad, terwijl Sparta afkomstig is uit Spangen, veel dichter bij het stadscentrum, en ze worden van elkaar gescheiden door hun respectievelijke histories.
In mei 2010 vond een memorabele ontmoeting plaatsten tussen Sparta en Excelsior. Beide clubs speelden in het kader van de nacompetitie tegen elkaar. De ontmoeting vond plaats in de laatste ronde van play-offs met als inzet voor Sparta lijfsbehoud en promotie voor Excelsior. Na het 0-0 gelijkspel in de eerste wedstrijd maakte Sparta in de 92e minuut de 1-0 en leek dus lijfsbehoud veilig te stellen. Echter, in de 94e minuut scoorde Excelsior alsnog de 1-1. Op basis van uit gescoorde doelpunten won Excelsior de onderlinge ontmoeting en degradeerde Sparta uit de Eredivisie.
| Sparta Rotterdam – Excelsior Rotterdam | Sparta Rotterdam – Excelsior Rotterdam | Sparta Rotterdam – Excelsior Rotterdam | Sparta Rotterdam – Excelsior Rotterdam | Sparta Rotterdam – Excelsior Rotterdam |
| Competitie                             | Sparta                                 | Gelijkspel                             | Excelsior                              | Totaal                                 |
| -------------------------------------- | -------------------------------------- | -------------------------------------- | -------------------------------------- | -------------------------------------- |
| Eredivisie                             | 18                                     | 6                                      | 12                                     | 36                                     |
| Eerste divisie                         | 2                                      | 3                                      | 3                                      | 8                                      |
| KNVB Beker                             | 6                                      | 1                                      | 1                                      | 8                                      |
| Totaal                                 | 26                                     | 10                                     | 16                                     | 52                                     |

### Excelsior – Feyenoord
Beide clubs hebben dezelfde arbeidersklasseachtergrond en hebben in het verleden zelfs een samenwerkingsverband gehad. Tussen 1997 en 2005 was Excelsior een satellietclub van Feyenoord. Dit hield in dat Feyenoord tijdelijk spelers bij Excelsior onderbracht om hen de gelegenheid te bieden op een lager niveau wedstrijdervaring op te doen. De samenwerking tussen Excelsior en Feyenoord liep na een slecht seizoen (2004/05) steeds verder terug. Aan het einde van het seizoen 2014/15 maakten de clubs bekend dat de officiële samenwerking beëindigd werd. Alleen Jordy Clasie, Miquel Nelom en Kaj Ramsteijn wisten te overtuigen. Feyenoord plukte meer de vruchten van de samenwerking. Zo nam het Guyon Fernandez en Mitchell te Vrede over van Excelsior terwijl Clasie zich tot een van de betere middenvelders in de Eredivisie. 
Sinds de samenwerking tussen beide clubs hebben de Excelsior-fans en -spelers een fellere rivaliteit ontwikkeld met Feyenoord. Zij zijn echter meer bezig met de strijd tegen Feyenoord dan andersom. Het merendeel van de supporters van Excelsior was fel tegenstander van de samenwerking. De voorzitter van de supportersvereniging, Michel van der Neut, zei het volgende over de samenwerking: "Excelsior heeft haar ziel verkocht. Op deze manier houdt de club voor mij op te bestaan." 
De rivaliteit was lange tijd niet van belang, omdat Excelsior tussen 1987 en 2002 onafgebroken in de Eerste divisie uitkwam en zodoende geen derby's met Feyenoord speelde. In 2002 promoveerde Excelsior echter, om sindsdien diverse keren tussen de Eredivisie en Eerste divisie te wisselen. Vaak waren de derby's sportief niet van groot belang: Feyenoord was Excelsior meestal gemakkelijk de baas. Op 7 mei 2017 zorgde Excelsior echter voor een stunt door Feyenoord, dat bij een overwinning kampioen was geworden, met 3-0 te verslaan. Hetgeen leidde tot rellen in Rotterdam. 
| Feyenoord – Excelsior Rotterdam | Feyenoord – Excelsior Rotterdam | Feyenoord – Excelsior Rotterdam | Feyenoord – Excelsior Rotterdam | Feyenoord – Excelsior Rotterdam |
| Competitie                      | Feyenoord                       | Gelijkspel                      | Excelsior                       | Totaal                          |
| ------------------------------- | ------------------------------- | ------------------------------- | ------------------------------- | ------------------------------- |
| Eredivisie                      | 31                              | 1                               | 5                               | 37                              |
| KNVB Beker                      | 0                               | 1                               | 1                               | 2                               |
| Totaal                          | 31                              | 2                               | 6                               | 39                              |

### Excelsior – Xerxes
| Seizoen | Competitie            | Thuisploeg | Uitslag | Uitploeg  | Doelpuntenmakers   | Doelpuntenmakers |
| Seizoen | Competitie            | Thuisploeg | Uitslag | Uitploeg  | Thuisploeg         | Uitploeg         |
| ------- | --------------------- | ---------- | ------- | --------- | ------------------ | ---------------- |
| 1946/47 | Eerste klasse West II | Xerxes     | 1–0     | Excelsior | niet bekend        |                  |
| 1946/47 | Eerste klasse West II | Excelsior  | 3–4     | Xerxes    | niet bekend        | niet bekend      |
| 1965/66 | KNVB Beker            | Xerxes     | 2–1     | Excelsior | Lazar Radović (2x) | Joop Munne       |

#### Wedstrijdstatistieken
| Wedstrijdstatistieken | Wedstrijdstatistieken | Wedstrijdstatistieken | Wedstrijdstatistieken | Wedstrijdstatistieken | Wedstrijdstatistieken | Wedstrijdstatistieken |
| Competitie            | Wedst.                | EXC                   | Gelijk                | XER                   | DEXC                  | DXER                  |
| --------------------- | --------------------- | --------------------- | --------------------- | --------------------- | --------------------- | --------------------- |
| Eerste klasse         | 2                     | 0                     | 0                     | 2                     | 3                     | 5                     |
| KNVB Beker            | 1                     | 0                     | 0                     | 1                     | 1                     | 2                     |
| TOTAAL                | 3                     | 0                     | 0                     | 3                     | 4                     | 7                     |

### Feyenoord – Xerxes
| Seizoen | Competitie      | Thuisploeg | Uitslag | Uitploeg   | Doelpuntenmakers                  | Doelpuntenmakers            |
| Seizoen | Competitie      | Thuisploeg | Uitslag | Uitploeg   | Thuisploeg                        | Uitploeg                    |
| ------- | --------------- | ---------- | ------- | ---------- | --------------------------------- | --------------------------- |
| 1950/51 | Eerste klasse D | Xerxes     | 4–2     | Feijenoord | niet bekend                       | niet bekend                 |
| 1950/51 | Eerste klasse D | Feijenoord | 1–2     | Xerxes     | niet bekend                       | niet bekend                 |
| 1952/53 | Eerste klasse D | Xerxes     | 1–1     | Feijenoord | niet bekend                       | niet bekend                 |
| 1952/53 | Eerste klasse D | Feijenoord | 2–2     | Xerxes     | niet bekend                       | niet bekend                 |
| 1966/67 | Eredivisie      | Xerxes     | 1–1     | Feijenoord | Lazar Radović                     | Harry Bild                  |
| 1966/67 | Eredivisie      | Feijenoord | 3–2     | Xerxes     | Ove Kindvall (2x), Thijs Libregts | Nol Heijerman, Piet Teuling |

#### Wedstrijdstatistieken
| Wedstrijdstatistieken | Wedstrijdstatistieken | Wedstrijdstatistieken | Wedstrijdstatistieken | Wedstrijdstatistieken | Wedstrijdstatistieken | Wedstrijdstatistieken |
| Competitie            | Wedst.                | FEY                   | Gelijk                | XER                   | DFEY                  | DXER                  |
| --------------------- | --------------------- | --------------------- | --------------------- | --------------------- | --------------------- | --------------------- |
| Eerste klasse         | 4                     | 0                     | 2                     | 2                     | 6                     | 9                     |
| Eredivisie            | 1                     | 1                     | 0                     | 1                     | 4                     | 3                     |
| TOTAAL                | 6                     | 1                     | 3                     | 2                     | 10                    | 12                    |

### Sparta – Xerxes
| Seizoen | Competitie           | Thuisploeg | Uitslag | Uitploeg | Doelpuntenmakers                                              | Doelpuntenmakers                              |
| Seizoen | Competitie           | Thuisploeg | Uitslag | Uitploeg | Thuisploeg                                                    | Uitploeg                                      |
| ------- | -------------------- | ---------- | ------- | -------- | ------------------------------------------------------------- | --------------------------------------------- |
| 1948/49 | Eerste klasse West I | Xerxes     | 1–1     | Sparta   | niet bekend                                                   | niet bekend                                   |
| 1948/49 | Eerste klasse West I | Sparta     | 0–3     | Xerxes   |                                                               | niet bekend                                   |
| 1950/51 | Eerste klasse C      | Xerxes     | 1–3     | Sparta   | niet bekend                                                   | niet bekend                                   |
| 1950/51 | Eerste klasse C      | Sparta     | 2–0     | Xerxes   | niet bekend                                                   |                                               |
| 1951/52 | Eerste klasse D      | Sparta     | 0–0     | Xerxes   |                                                               |                                               |
| 1951/52 | Eerste klasse D      | Xerxes     | 0–1     | Sparta   |                                                               | niet bekend                                   |
| 1953/54 | Eerste klasse D      | Xerxes     | 1–4     | Sparta   | niet bekend                                                   | niet bekend                                   |
| 1953/54 | Eerste klasse D      | Sparta     | 1–0     | Xerxes   | niet bekend                                                   |                                               |
| 1956/57 | KNVB Beker           | Xerxes     | 3–4     | Sparta   | Arie Molenbeek (2x), Rinus Terlouw (e.d.)                     | Peet Geel (2x), Ad Verhoeven, Lou Benningshof |
| 1965/66 | KNVB Beker           | Sparta     | 6–2     | Xerxes   | Ole Madsen (3x), Ton Kemper, John Spinhoven (e.d.), Co Onsman | Rob Jacobs (2x)                               |
| 1966/67 | Eredivisie           | Xerxes     | 0–0     | Sparta   |                                                               |                                               |
| 1966/67 | Eredivisie           | Sparta     | 2–0     | Xerxes   | Henk Bosveld, Ole Madsen                                      |                                               |

#### Wedstrijdstatistieken
| Wedstrijdstatistieken | Wedstrijdstatistieken | Wedstrijdstatistieken | Wedstrijdstatistieken | Wedstrijdstatistieken | Wedstrijdstatistieken | Wedstrijdstatistieken |
| Competitie            | Wedst.                | SPA                   | Gelijk                | XER                   | DSPA                  | DXER                  |
| --------------------- | --------------------- | --------------------- | --------------------- | --------------------- | --------------------- | --------------------- |
| Eerste klasse         | 8                     | 5                     | 2                     | 1                     | 12                    | 6                     |
| Eredivisie            | 2                     | 1                     | 1                     | 0                     | 2                     | 0                     |
| KNVB Beker            | 2                     | 2                     | 0                     | 0                     | 10                    | 5                     |
| TOTAAL                | 12                    | 6                     | 3                     | 3                     | 24                    | 11                    |

## Trivia
- Rotterdam is de enige stad in Nederland met drie professionele voetbalclubs (Feyenoord, Sparta en Excelsior). De enige andere Nederlandse stad met meer dan één professionele voetbalclub is Eindhoven, thuisbasis van PSV en FC Eindhoven.